# Prisma dicroic
El prisma dicroic, és un prisma situat al interior d'una càmera de vídeo, que reflecteix només un color del raig lluminós, permetent els pas del altres. Al combinar dos prismes dicroics s'aconsegueix la descomposició de la llum en els colors RGB.

## Funcionament
En la trajectòria del raig de llum, s'interposen diversos prismes que el descomponen en els tres colors primaris (vermell, blau i verd). En primer lloc, se situa un mirall dicroic que reflecteix el color blau (a causa de la seva alta freqüència), el qual es dirigit al tub o CCD que l'analitzarà, passant per un filtre purificador i per una lent convergent. Al reflectir el blau, el prisma es traspassat pel vermell i el verd.
En el recorregut d'aquest dos colors, s'interposarà un altre mirall dicroic, que reflectirà el color vermell, enviant-lo al tub corresponent; permetent així el pas del verd, al qual serà conduït fins al tub encarregat d'examinar-lo. En tot dos casos, abans de ser analitzats, passaran per un filtre purificador i una lent convergent.

## Senyal de luminància
A diferencia de les càmeres en blanc i negre, que disposen de un sol tub, i per tant, obtenen una senyal de luminància correcta; en les càmeres en color, es necessari reajustar la senyal de cada un dels tubs, de manera que sigui 30% el color vermell, 59% el verd i 11% el blau.
Si es sumen aquests percentatges, s'aconsegueix la senyal de luminància que tindria una càmera amb un tub monocrom.